# Iuliu Baratky
Iuliu Baratky (Gyula ou Gyuszi Barátky en hongrois), né le 14 mai 1910 à Nagyvárad en Autriche-Hongrie (aujourd'hui en Roumanie) et mort le 14 avril 1962 à Bucarest en Roumanie, était un joueur et entraîneur de football hongrois et roumain.

## Biographie
Iuliu l'attaquant est formé dans le club roumain de sa ville natale du Stăruința Oradea entre 1922 et 1927, équipe où il commence également à jouer chez les seniors jusqu'en 1928, avant de signer pour le CA Oradea où il reste jusqu'en 1930. Il part ensuite pour le MTK Hungária FC en Hongrie, jusqu'en 1933. Il retourne dans sa ville pour évoluer ensuite jusqu'en 1936 au Crișana Oradea, avant de signer dans l'un des meilleurs clubs du pays, le Rapid Bucarest avec qui il reste de 1936 à 1945 (sauf en 1944 où il est au Carmen Bucarest). De 1946 à 1947, il évolue ensuite au Libertatea Oradea, avant de partir finir sa carrière pendant une saison au RATA Târgu Mureș.
Il a en tout joué près de 155 matchs et marqué près de 100 buts en championnat roumain. Il fait ses débuts en première division le 10 septembre 1933 (Venus București - Crișana Oradea, 0-1). Il gagne en tout 4 coupes de Roumanie en 1937, 1939, 1940, et 1941, toutes avec le Rapid Bucurest.
En international, il débute en 1930 tout d'abord en jouant avec l'équipe de Hongrie (sous le nom de Gyula Barátky), avec qui il joue 9 matchs et n'inscrit aucun but.
En 1933, il évolue ensuite sous les couleurs de l'équipe de Roumanie, où il joue 20 matchs et marque 13 buts. Il participe à la coupe du monde 1934 en Italie et à la coupe du monde 1938 en France, où il marque un but contre Cuba.
Après sa retraite de joueur professionnel, il se met à entraîner des équipes roumaines. Il commence en 1941 lorsqu'il est l'entraîneur-joueur du Rapid Bucarest jusqu'en 1945. Il est également l'entraîneur-joueur du Libertatea Oradea pendant une saison de 1946 à 1947.
Après son dernier match en tant que joueur (Oțelul Reșița - RATA Târgu Mureș, 5-3), il entraîne le RATA Târgu Mureș pour quelque temps, et pour une courte période, l'équipe nationale roumaine.
En 1952, il prend les rênes de l'autre grand club du pays, le Dinamo Bucarest où il reste jusqu'en 1959 (sauf la période où il s'occupe du Progresul Oradea entre 1953 et 1954). En 1959, il continue à entraîner au Dinamo, mais s'occupe des secteurs jeunes jusqu'à sa mort en 1962.